# Varicocele
La varicocele o venes varicioses a l'escrot, en medicina, fa referència a la inflamació de les venes localitzades a l'interior de l'escrot. Aquestes venes estan situades al llarg del cordó espermàtic. En el cas de les dones, la varicocele femenina es produeix amb la dilatació de la vena ovàrica i desencadena varius pelvianes i a les extremitats inferior provocant així, la síndrome de congestió pelviana.
Els Vasos sanguinis que nodreixen els testicles s'originen a l'abdomen i descendeixen fins al canal inguinal, formant part del cordó espermàtic, fins a arribar a la gònada. El flux de sang venós està controlat per una sèrie de vàlvules que impedeixen el reflux sanguini. Unes vàlvules defectuoses o la compressió de les venes per estructures adjacents pot causar la dilatació d'aquestes venes i originar la varicocele.

## Epidemiologia
La varicocele té una prevalença d'aproximadament 15%-20% en els homes i en un 40% dels casos es desencadena la infertilitat. L'edat és comú en la qual es diagnostica és entre els 15-25 anys. A més a més, el diagnòstic posterior als 40 anys és molt rar. El seu diagnòstic en homes d'edat superior als 40 anys pot estar associat a un tumor renal. La gran majoria de casos són extratesticulars i només un 2% intratesticular. Les venes que es veuen més afectades són les del costat esquerre. Tot i així, també pot ser al dret o bilateral.

## Causes
La varicocele pot ser idiopàtica o secundària. La inflamació de les venesdisminueix el flux sanguini i això, afavoreix la dilatació i inflamacióde les venes del cordó espermàtic.

### Varicocele secundària

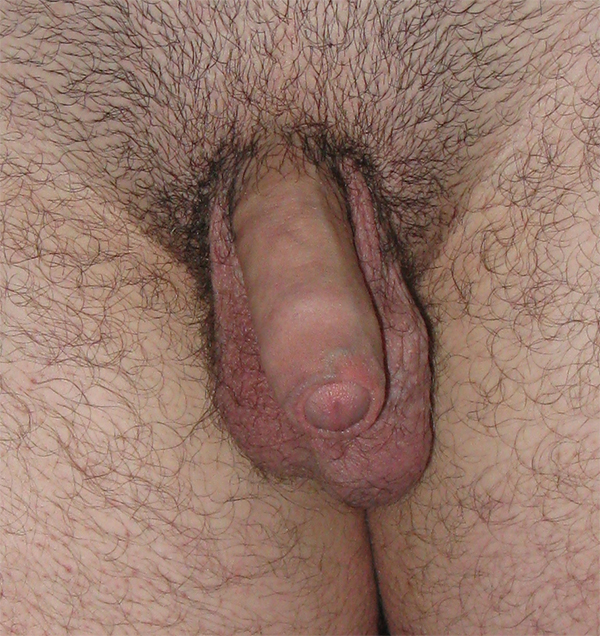
Varicocele del costat esquerre

Aquest s'origina per la compressió del drenatge venós del testicle per diferents causes. Principalment, es genera per una etiologia tumoral. La presència d'una varicocele secundària en un pacient d'edat superior a 40 anys desperta sospita d'una possible neoplàsia renal o de la zona abdominal. Tot i així, hi ha altres causes que desencadenen el variocele secundari, per exemplificar, la síndrome del trencanous. Aquesta consisteix que la vena renal esquerra queda atrapada i immobilitzada entre l'artèria aorta i l'artèria mesentèrica superior.

### Varicocele idiopàtica
La varicocele idiopàtica es produeix quan les vàlvules, localitzades entre les venes al llarg del cordó espermàtic, no funcionen de forma normal. Es tracta del mateix mecanisme que dona lloc a les venes varicoses de les cames. El 98% d'aquest tipus de varicocele es desencadenen al costat esquerre, possiblement a causa del trajecte de la vena espermàtica esquerra que desemboca a la vena renal.

## Simptomatologia
La varicocele no cursa amb simptomatologia constant i evident. Aquesta pot aparèixer després de realitzar exercici físic important, després del coit, entre d'altres.
La simptomatologia principal és dolor, punxades i sensació de formigueig, venes inflamades, sensació de pes al testicle afectat, infertilitat, entre d'altres. Cal destacar que en alguns casos no hi ha simptomatologia i la varicocele només es diagnostica després d'una exploració física rigorosa.
El dolor és punxant i localitzat. Pot acompanyar-se d'irradiació a l'interior de la cuixa. Tot i així, el dolor es pot controlar bé amb tractament farmacològic amb Analgèsics.

## Diagnòstic

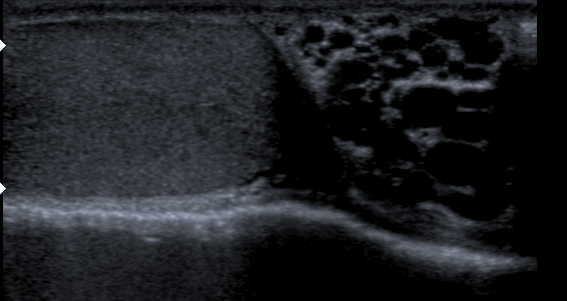
Ultrasons(Testicle:dret)

Es fa mitjançant una exploració física utilitzant la palpació per detectar la inflamació de les venes. Per fer la palpació cal incrementar la pressió venosa intraabdominal cosa que provoca la dilatació de les venes. Així doncs, es recomana fer la palpació amb la persona de peu. En el cas que la varicocele no sigui evident i no es detecti mitjançant la palpació s'utilitzen tècniques d'ultrasons, ja que, permeten detectar la dilatació de les venes.

## Tractament
Primerament, la varicocele es pot tractar mitjançant un suport escrotal, com suspensoris, simultàniament amb un tractament farmacològic amb fàrmacs vasoconstrictors. Tot i així, si el dolor i inflamació persisteix pot precisar una intervenció quirúrgica.
El tractament quirúrgic, anomenat varicocelectomia té tres possibles línies d'actuació, inguinal, infrainguinal o retroperitoneal. En primer lloc, es fa una incisió per localitzar les venes espermàtiques dilatades i, es procedeix a fer un lligament amb seda. Aquesta intervenció és molt senzilla i s'utilitza anestèsia epidural. És una cirurgia majori ambulatòria (CMA) i el pacient no s'ha de quedar ingressat, pot tornar a casa. Posterior a la intervenció quirúrgica, les primeres 24 hores es recomana gel local i suspensoris per evitar el dolor.
Tota intervenció quirúrgica pot tenir complicacions, per exemplificar, infecció, hematoma, lesió als teixits biològics i estructures escrotals, entre d'altres.
Un altre possible tractament és l'embolització, tècnica no invasiva no tan eficaç com la cirurgia. La embolització és més eficaç en casos de recidiva, varicoceles intervingudes anteriorment. És una tècnica, mitjançant una petita sonda introduïda per vena perifèrica fins a zona abdominal, introdueix un catèter flexible per evitar el variocele.

## Complicacions
La varicocele pot tenir diferents complicacions. Algunes d'elles són infertilitati, a causa del tractament, atròfia testicular, infecció, formació de coàguls sanguinis i lesió de l'escrot o vasos sanguini pròxims. La dilatació de les venes provoca un increment de la temperatura local dels testicles cosa que, a llarg termini, si persisteix l'increment de la temperatura pot desencadenar la infertilitat, ja que, la producció d'espermatozoide és molt sensible a canvis tèrmics.